# 何塞·加夫列尔·孔多尔坎基

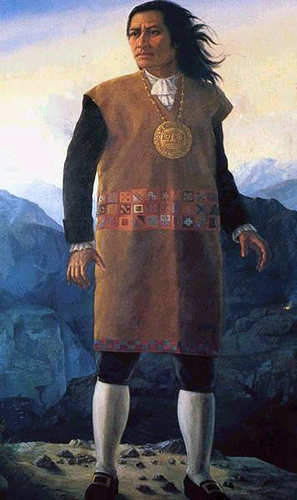
圖帕克·阿馬魯二世

何塞·加夫列尔·孔多尔坎基（西班牙語：José Gabriel Condorcanqui；1742年3月19日—1781年5月18日）是西班牙殖民統治秘魯時期的一位起義軍首領。
他聲稱自己是圖帕克·阿馬魯的後裔，在1780年起兵，自稱圖帕克·阿馬魯二世（Túpac Amaru II；）。起義軍勢力最強大的時候達到秘魯、玻利維亞以及阿根廷北部。1781年戰敗被俘，在庫斯科被西班牙殖民者四馬分屍處死。

## 生平
孔多爾坎基出生在卡納斯省的一個印加豪族家庭裡，父親是當地一個世襲酋長。他自稱是圖帕克·阿馬魯的後人，曾要求利馬的上訴法院承認其身份。現代學者認為他是一個麥士蒂索人，的確有可能擁有印加皇室血統，不過從來無人有法證實他的聲稱是否正確。孔多爾坎基在早年曾進入當地的弗朗西斯科·博爾哈神學院學習，這家神學院只有印地安人貴族子弟才能入學的。在那裡他不僅學習奇楚瓦語和西班牙語，還學習拉丁語。26歲時繼承了父親的酋長職位。
當時殖民政府在施行波旁改革的時候，不斷剝奪印地安人的產業，激起各地原住民的反抗。孔多爾坎基也對殖民政府的所作所為越來越反感。他在重新閱讀了殖民政府的禁書《印卡王室述評》之後，對印加諸王英雄般的事蹟十分嚮往，決定恢復祖先的榮光。
1779年，西班牙又提高了貿易稅，以支援美國獨立戰爭。1780年11月4日，在一次宴會上，孔多爾坎基逮捕了壓迫印地安人的當地殖民政府長官，強迫他下令將資金和武器裝備送來。11月10日，孔多爾坎基穿上薩帕·印卡（印加皇帝）的裝束，正式登基，自稱“圖帕克·阿馬魯二世”。他列舉了殖民長官種種惡行，並假借西班牙國王卡洛斯三世的名義將其處決，正式起兵。
不少印地安人反對在礦山、織布廠的強制勞動，紛紛起來響應這場起義。在其妻米卡埃拉·巴斯蒂達斯·普尤卡瓦帶頭號召下，受到壓迫的黑人、克里奧人也迅速舉兵響應，艾馬拉人圖帕克·卡塔里也舉兵起義，起義軍勢力迅速擴張到整個安第斯山脈地區。
由於在早期成功調集了大量武器裝備和資金，且殖民政府毫無防備，孔多爾坎基又是假借「西班牙國王的命令」來反對殖民政府的，殖民政府軍隊屢戰屢敗。起義軍勢力到達秘魯、玻利維亞以及阿根廷北部，兵臨庫斯科城下。12月18日，孔多爾坎基卻突然撤退。其撤退的原因眾說紛紜，但這卻是起義的轉折點。1781年1月，孔多爾坎基再度攻打庫斯科。此時的殖民政府已從各地調來援軍，最初支持起義軍的克里奧人感到恐慌，不再支持他。克里奧人是起義軍最重要的一股勢力，在他們退出後，印地安人因為沒有戰爭經驗，不斷戰敗，有的甚至聽見槍響便逃離了戰場。形勢迅速逆轉。3月21日，殖民政府軍攻入起義軍的中心卡納斯省，孔多爾坎基大敗，全軍覆沒，被殖民政府逮捕。他數度越獄失敗。

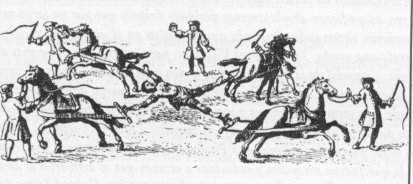
孔多爾坎基之死

5月18日，殖民政府在庫斯科將孔多爾坎基的妻子米卡埃拉·巴斯蒂達斯、長子伊波利托（Hipólito）、叔父弗朗西斯科·圖帕·阿馬洛（Francisco Tupa Amaro）以及其他幾名將軍殘忍處死，並強迫他前去旁觀。在這些人被處決後，殖民政府用四匹馬將孔多爾坎基分裂肢體處死，隨後砍下他的頭示眾。
孔多爾坎基的起義大大動搖了殖民政府的威信，從此各地紛紛爆發反對西班牙殖民的起義。最終，秘魯在1824年取得了獨立。
孔多爾坎基被今日的秘魯人當作民族英雄之一。1985年發行的500元秘魯幣上有他的頭像。